# Мартинелли, Эльса
Э́льса Мартине́лли (итал. Elsa Martinelli; 30 января 1935, Гроссето — 8 июля 2017, Рим) — итальянская актриса и фотомодель.

## Биография
Эльза была одной из девяти детей в бедной семье, в 12 лет ей пришлось начать работать. Ещё в подростковом возрасте Мартинелли начала профессиональную карьеру фотомодели. Однако настоящий её приход в мир моды состоялся в 1953 году, когда молодой дизайнер Роберто Капуччи встретил Мартинелли, работавшую в то время официанткой, и пригласил для участия в показе своей первой коллекции. Вскоре после этого Эльза работала топ-моделью в Париже и в нью-йоркском модельном агентстве Ford Models, её фотографии появлялись на обложках журналов Life и Vogue.
В 1954 году Кирк Дуглас заметил фотографию Мартинелли на обложке журнала и пригласил начинающую актрису на роль индианки в вестерн «Индейский воин», производством которого занималась основанная им студия Bryna Productions. Дуглас хотел, чтобы Мартинелли исполнила главную женскую роль в фильме «Спартак», однако из-за беременности актрисы она вынуждена была отказаться от съёмок и расторгнуть контракт с продюсерской компанией Дугласа. В 1956 году Мартинелли была удостоена награды «Серебряный медведь» на 6-м Берлинском международном кинофестивале за лучшую женскую роль в комедии Марио Моничелли «Донателла». Известный режиссёр Витторио Де Сика называл Мартинелли самой стильной женщиной в мире и говорил, что «она выглядит так, будто её создал художник».
В июне 1957 года Эльза Мартинелли вышла замуж за графа Франко Манчинелли Скотти. Их общая дочь, Кристина Манчинелли, родившаяся в 1958 году, также снималась в кино.

## Фильмография
- 1954 — Красное и чёрное / Le Rouge et le Noir — в титрах не значится
- 1955 — Индейский воин / The Indian Fighter — Онати
- 1956 — Донателла / Donatella — Донателла
- 1957 — Four Girls in Town — Maria Antonelli
- 1957 — Manuela — Manuela Hunt
- 1959 — Бурлаки на Волге — Маша
- 1959 — Бурная ночь / La notte brava — Анна
- 1960 — Капитан / Le Capitan — Жизель д’Ангулем
- 1960 — Любовь в Риме — Фульвия
- 1960 — Умереть от наслаждения / Blood and Roses — Джорджия Монтеверди
- 1961 — Угроза / La menace — Люсиль
- 1962 — Hatari! — Anna Maria 'Dallas' D’Allesandro
- 1962 — The Pigeon That Took Rome — Antonella Massimo
- 1962 — Процесс / The Trial — Хильда
- 1963 — The V.I.P.s — Gloria Gritti
- 1963 — Rampage — Anna
- 1964 — All About Loving — Mathilde
- 1965 — Десятая жертва / The 10th Victim — Ольга
- 1965 — Marco the Magnificent — the woman with the whip
- 1967 — Maroc 7 — Claudia
- 1967 — The Oldest Profession — Domitilla
- 1967 — Семь раз женщина: «Супер-Симона» / Woman Times Seven: «Super Simone» — красотка
- 1968 — The Belle Starr Story — Белль Старр
- 1968 — Миллион Мэдигана / Madigan’s Millions — Вик Шоу
- 1968 — Сладкоежка / Candy — Ливия
- 1969 — L’amica — Carla Nervi
- 1969 — Una sull’altra — Jane
- 1970 — OSS 117 Takes a Vacation — Elsa
- 1971 — La Araucana — Инес де Суарес
- 1992 — Однажды преступив закон / Once Upon a Crime — Carla the Agent